# Phyllotreta ezoensis
Phyllotreta ezoensis es una especie de insecto coleóptero de la familia Chrysomelidae. Fue descrita científicamente en 1993 por Kimoto.